# División de Honor de rugby 2020-21

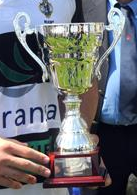
Trofeo entregado al campeón.

La División de Honor de rugby 2020-21 fue la 54.ª temporada de la División de Honor, la máxima categoría del rugby nacional español.

## Sistema de competición
La temporada de la División de Honor de Rugby tiene lugar entre octubre y marzo. El formato para la temporada 2020-21 se ha visto alterado por la Pandemia de COVID-19 en España.
Cada equipo se enfrentará una vez, y los cuatro mejores se clasificarán para las semifinales de la Copa del Rey, que están programadas para el 1 y 2 de mayo.
La liga luego se dividirá en dos grupos de seis, según la tabla de la liga después de 11 jornadas. Los equipos de cada grupo de seis volverán a jugar entre sí, dando un total de 16 juegos.
Habrá ocho posiciones de playoffs en lugar de seis, lo que significa que los dos primeros del segundo grupo se clasificarán junto con todos los equipos del primer grupo.
Los puntos se otorgan de acuerdo con lo siguiente:
- Cada victoria suma 4 puntos.
- Cada empate suma 2 puntos.
- Cuatro ensayos en un partido suma 1 punto de bonus ofensivo.
- Perder por una diferencia de siete puntos o inferior suma 1 punto de bonus defensivo.

### Ascensos y descensos
El segundo nivel División de Honor B se compone de tres grupos regionales. Los ocho mejores equipos de los tres grupos se enfrentan; el campeón asciende a División de Honor, a expensas del equipo que termina último en División de Honor. El subcampeón juega un nuevo desempate contra el equipo que finaliza undécimo en la máxima categoría.

## Equipos
| Team                        | Location                              | Stadium                             | Capacity |
| --------------------------- | ------------------------------------- | ----------------------------------- | -------- |
| AMPO Ordizia                | Ordicia (Guipúzcoa)                   | Estadio Municipal de Altamira       | 1 000    |
| C.P. Les Abelles            | Valencia                              | Polideportivo de Quatre Carreres    | 500      |
| Ciencias Cajasol Olavide    | Sevilla                               | Instalaciones Deportivas La Cartuja | 3 000    |
| Complutense Cisneros        | Madrid                                | Estadio Nacional Complutense        | 12 400   |
| FC Barcelona                | Barcelona                             | La Teixonera                        | 500      |
| Getxo Artea R.T.            | Guecho                                | Campo Rugby Fadura                  | 1 000    |
| Aldro Energía Independiente | Santander                             | Campo de San Román                  | 1 500    |
| Sanitas Alcobendas Rugby    | Alcobendas (Madrid)                   | Campo de Las Terrazas               | 500      |
| UE Santboiana               | San Baudilio de Llobregat (Barcelona) | Estadi Baldiri Aleu                 | 3 500    |
| SilverStorm El Salvador     | Valladolid                            | Campos de Pepe Rojo                 | 5 000    |
| UBU-Colina Clinic           | Burgos                                | C. D. San Amaro                     | 1 000    |
| VRAC Quesos Entrepinares    | Valladolid                            | Campos de Pepe Rojo                 | 5 000    |

## Primera fase
| | Equipo                                | J  | G  | E | P  | PF  | PC  | DP   | EF | EC | DE  | BO | BD | Puntos |
| --- | ------------------------------------- | -- | -- | - | -- | --- | --- | ---- | -- | -- | --- | -- | -- | ------ |
| 1 | VRAC Quesos Entrepinares              | 11 | 10 | 0 | 1  | 326 | 164 | 162  | 42 | 17 | 25  | 6  | 1  | 47     |
| 2 | Lexus Alcobendas Rugby                | 11 | 9  | 0 | 2  | 342 | 143 | 199  | 42 | 14 | 28  | 4  | 2  | 42     |
| 3 | SilverStorm El Salvador               | 11 | 8  | 0 | 3  | 304 | 196 | 108  | 43 | 24 | 19  | 5  | 2  | 39     |
| 4 | AMPO Ordizia                          | 11 | 8  | 0 | 3  | 349 | 210 | 139  | 38 | 23 | 15  | 4  | 1  | 37     |
| 5 | Universidad de Burgos-Bajo Cero       | 11 | 8  | 0 | 3  | 315 | 199 | 116  | 42 | 24 | 18  | 5  | 0  | 37     |
| 6 | Barça Rugbi                           | 11 | 7  | 0 | 4  | 296 | 222 | 74   | 40 | 24 | 16  | 4  | 2  | 34     |
| 7 | UE Santboiana                         | 11 | 5  | 0 | 6  | 331 | 308 | 23   | 45 | 41 | 4   | 3  | 2  | 25     |
| 8 | Complutense Cisneros                  | 11 | 4  | 0 | 7  | 252 | 264 | -12  | 31 | 35 | -4  | 2  | 1  | 19     |
| 9 | C. P. Les Abelles                     | 11 | 2  | 1 | 8  | 175 | 359 | -184 | 23 | 52 | -29 | 0  | 1  | 11     |
| 10 | Mazabi Santander Independiente RC     | 11 | 1  | 0 | 10 | 196 | 412 | -216 | 25 | 57 | -32 | 1  | 3  | 8      |
| 11 | Getxo R. T.                           | 11 | 1  | 2 | 8  | 202 | 422 | -220 | 25 | 61 | -36 | 0  | 0  | 8      |
| 12 | Ciencias Universidad Pablo de Olavide | 11 | 1  | 1 | 9  | 157 | 346 | -189 | 20 | 44 | -24 | 0  | 1  | 7      |
| Fuente: Federación Española de Rugby: Clasificación de la División de Honor - Primera fase; actualización automática |                                       |    |    |   |    |     |     |      |    |    |     |    |    |        |

## Segunda fase

### Grupo 1
| | Equipo                          | J  | G | E | P | PF  | PC  | DP  | EF | EC | DE  | BO | BD | Puntos |
| --- | ------------------------------- | -- | - | - | - | --- | --- | --- | -- | -- | --- | -- | -- | ------ |
| 1 | Lexus Alcobendas Rugby          | 10 | 8 | 0 | 2 | 246 | 164 | 82  | 25 | 16 | 9   | 1  | 2  | 35     |
| 2 | VRAC Quesos Entrepinares        | 9  | 6 | 0 | 3 | 195 | 171 | 24  | 20 | 15 | 5   | 1  | 2  | 27     |
| 3 | SilverStorm El Salvador         | 10 | 5 | 0 | 5 | 226 | 219 | 7   | 26 | 25 | 1   | 1  | 1  | 22     |
| 4 | AMPO Ordizia                    | 10 | 4 | 0 | 6 | 219 | 244 | -25 | 25 | 29 | -4  | 1  | 3  | 20     |
| 5 | Barça Rugbi                     | 9  | 3 | 0 | 6 | 238 | 260 | -22 | 29 | 29 | 0   | 1  | 3  | 16     |
| 6 | Universidad de Burgos-Bajo Cero | 10 | 3 | 0 | 7 | 207 | 273 | -66 | 21 | 32 | -11 | 0  | 2  | 14     |
| Fuente: Federación Española de Rugby: Clasificación de la División de Honor - Segunda fase - Grupo 1; actualización automática |                                 |    |   |   |   |     |     |     |    |    |     |    |    |        |

### Grupo 2
| | Equipo                                | J  | G | E | P | PF  | PC  | DP  | EF | EC | DE  | BO | BD | Puntos |
| --- | ------------------------------------- | -- | - | - | - | --- | --- | --- | -- | -- | --- | -- | -- | ------ |
| 1 | Complutense Cisneros                  | 9  | 8 | 0 | 1 | 301 | 171 | 130 | 37 | 21 | 16  | 3  | 1  | 36     |
| 2 | Ciencias Universidad Pablo de Olavide | 10 | 5 | 1 | 4 | 237 | 233 | 4   | 30 | 27 | 3   | 1  | 2  | 25     |
| 3 | UE Santboiana                         | 10 | 5 | 0 | 5 | 306 | 281 | 25  | 41 | 35 | 6   | 3  | 2  | 25     |
| 4 | C. P. Les Abelles                     | 10 | 4 | 1 | 5 | 210 | 250 | -40 | 25 | 32 | -7  | 1  | 3  | 22     |
| 5 | Mazabi Santander Independiente RC     | 10 | 3 | 0 | 7 | 221 | 265 | -44 | 25 | 33 | -8  | 1  | 5  | 18     |
| 6 | Getxo R. T.                           | 9  | 2 | 2 | 5 | 203 | 278 | -75 | 25 | 35 | -10 | 0  | 2  | 14     |
| Fuente: Federación Española de Rugby: Clasificación de la División de Honor - Segunda fase - Grupo 2; actualización automática |                                       |    |   |   |   |     |     |     |    |    |     |    |    |        |